# It Bites

John Mitchell

It Bites is een band gevormd in Egremont, Cumbria, Engeland in 1982 die een mix speelt van progressieve rock en popmuziek. De band brak door in 1986 met de single "Calling All The Heroes", die tot plaats 6 reikte in de Engelse hitlijst. Het hoogtepunt van de band lag eind jaren tachtig in het Verenigd Koninkrijk. Belangrijkste man was destijds Francis Dunnery. In de jaren 90 bestond de band It Bites feitelijk niet, maar de band kwam terug in 2006 met de nieuwe leider John Mitchell, bekend van Arena.

## Soort muziek
It Bites is een Britse band met blues- en metalaspiraties, maar met een neiging tot art rock. Verder wordt de muziek beschreven als een mix van progressieve rock (subgenre neoprog) met pop. De muzikale ontwikkeling van de band kan ingedeeld worden in vier periodes, vernoemd naar de albums van de band.
De eerste Big Lad In The Windmill-fase met eigentijdse popmuziek, funk en Queen-stijl glamrock met invloeden van progressieve rock.
Vervolgens de Once Around The World-fase met de jaren zeventig popstijl progressieve rock met jaren 80 pop-invloeden. Ten derde de Eat Me In St Louis-fase, waarbij hard rock songs met elementen van heavy metal en glamrock gemaakt werden. En ten slotte de reüniefase (2006) waarin ze een meer melodische progressieve rock (symfonische rock) spelen vergelijkbaar met die uit de Once Around The World-fase.
Verdere invloeden van de band zijn onder andere jazz fusion, soul, reggae en klassieke muziek. It Bites wordt beïnvloed door Genesis, Yes en UK, maar ook door soulartiesten zoals Steve Arrington en liedjesschrijvers zoals Joni Mitchell (geen familie). Francis Dunnery noemde vaak The Smiths en Morrissey als zijn inspiratiebronnen.

## Biografie

### Vroege Jaren
Francis Dunnery (voormalig-drummer, gitarist), Dick Nolan (Bassist) en Bob Dalton (drummer) groeiden samen op in Egremont, Cumbria, Engeland. In 1982 ontmoetten ze de uit Whitehaven afkomstige keyboardspeler John Beck. Ze spelen dan covers, met name van Level 42 en Haircut 100. Ze hadden interesse in de Britse progressieve rock uit de jaren zeventig, maar ook in popmuziek, funk, jazz en soul. Saxofonist Howard "H" Smith speelde toen tijdelijk in It Bites. In 1983 viel de band uiteen, waarna de band in 1984 werd heropgericht. Direct hierna werd een demo gemaakt en werd It Bites gecontracteerd door Virgin Records.

### Succes in de begintijd
Hun eerste single ("All In Red") werd uitgebracht in 1986 en was matig succesvol, maar de opvolger "Calling All The Heroes" werd een hit in Groot-Brittannië met een zesde plek in de Britse hitlijsten. Dit leidde tot veel airplay en media-aandacht. Ook hun derde single "Whole New World" was redelijk succesvol. Hun eerste album The Big Lad In The Windmill (geproduceerd door Alan Shacklock), kwam uit in 1986 en bevatte alle drie de bovengenoemde singles, maar verkocht relatief weinig.

Eind 1987 toerde de band met Go West en Marillion, speelde op grote Europese festivals zoals Montreux Jazz Festival en ging als voorprogramma mee met Robert Plant begin 1988.
Het tweede album Once Around The World kwam uit in 1988 en bevatte meer muziek buiten de standaard-popmuziek, met onder andere het titelnummer als magnum opus, dat 14 minuten duurt. Virgin Records wilde toch meer pop en met producer Steve Hillage kwamen er wat kleine hits in England als 'Kiss Like Judas' (februari 1988) en 'Midnight' (april 1988). Een derde single "Old Man And The Angel" deed het minder goed.
In diezelfde tijd kreeg de uitvinding van Dunnery, het Tapboard enige media-aandacht. De Tapboard is een instrument gebaseerd op twee gepaarde gitaarhalzen, waarbij een tappende tienvingertechniek wordt gebruikt.

## De verandering richting hard rock
It Bites' derde album Eat Me In St. Louis werd begin 1989 opgenomen in de Musicland Studios in München, Duitsland en geproduceerd door Rheinholt Mack (bekend van zijn werk met Queen en The Rolling Stones). Dit album was steviger en meer gitaargeoriënteerd dan de eerste albums en bevatte kortere songs met minder progressieve rock invloeden. Het album kreeg positieve kritieken in de rockmuziekbladen Kerrang en Raw en It Bites had een kleine hit met het nummer "Still Too Young To Remember".
Virgin Records probeerde de band toen neer te zetten als een hardrockact met video’s als "Still Too Young To Remember" en diens opvolgers "Underneath Your Pillow" en "Sister Sarah". Echt internationaal succes bleef uit, maar It Bites werd wel populair als live-act in de VS, Engeland en Japan en toerde met Jethro Tull en the Beach Boys.
Enkele bandleden werkten ook samen met andere artiesten in die tijd: Nolan werkte met Tony Banks (op zijn 1989 Bankstatement album) en Dunnery deed de achtergrondzang op het debuutalbum van Anderson Bruford Wakeman Howe in 1989.

### Vertrek van Francis Dunnery
In maart en april 1990 toerde It Bites door Engeland ter voorbereiding van het uitbrengen van hun vierde album. Daarna ging in juni 1990 de band naar de VS om het album op te nemen, om de Amerikaanse markt te veroveren met meer eenvoudige en bluesy songs. In november 1990 bleek Francis Dunnery de band te hebben verlaten, na spanningen onderling.
Dunnery werd opgevolgd door Lee Knott en Beck ging gitaar spelen in plaats van keyboard. Knott kwam uit de band Innocence Lost, die in het voorprogramma van It Bites had opgetreden. Het geplande album voor 1991 werd vervangen door een livealbum, Thank You And Goodnight, opgenomen tijdens de Eat Me In St Louis-tour.
Met Knott als frontman heeft It Bites nog met twee naamsveranderingen gepoogd verder te gaan: eerst als Navajo Kiss en daarna als Sister Sarah, maar uiteindelijk ging de band uiteen in 1991.

### Na de splitsing
De verschillende bandleden gingen na de splitsing hun eigen (muzikale) weg.
Beck and Dalton gingen samen met de band van John Wetton mee met de Japanse tour, waarna het livealbum Chasing The Tiger verscheen. Beck ging daarna als keyboardspeler verder bij het Alan Parsons Project.
Nolan (die ook bij het Alan Parsons Project heeft gewerkt) werd bassist bij Ray Davies.
Dalton speelde drums bij Chris Norman en Ray Davies en ging lesgeven op de Academy of Contemporary Music in Guildford.
Lee Knott ging in de reclame werken (Portishead, Tricky, Underworld), en speelde daarnaast ook bij Superior (die enkele singles uitbracht - "Being You" en "Coma" - bij Virgin Records in 1997).
Francis Dunnery, die verder in de VS bleef, startte in 1991 een succesvolle solocarrière. Ook in Europa scoorde hij bescheiden hits met onder meer het nummer American life in the summertime.
Een gedeeltelijke reünie van It Bites ontstond in 1996 in de vorm van de band Unicorn Jones. In dit project speelden John Beck, Dick Nolan en zanger David Banks (die weleens bij It Bites auditie had gedaan en eerder speelde in Mummy Calls, bekend van het nummer "Beauty Has Her Way" uit de film "The Lost Boys"). Bank had Beck en Nolan benaderd voor een album met covers van Burt Bacharach, maar het plan veranderde in een bizarre cover van Motörheads nummer "Ace Of Spades" . Na het uitbrengen van hun enige album in 1996 'A Hundred Thousand Million Stars' ging Unicorn Jones weer ter ziele.
Beck en Dalton kwamen weer samen in 2005 in de band Kino, een progressieve rock band met de bassist van Marillions Pete Trewavas en leadzanger en gitarist John Mitchell uit Arena; Dalton was de opvolger van de ex-Porcupine Tree drummer Chris Maitland. Kino's album 'Picture' was erg succesvol in 2005.

### Reünie in de Union Chapel, 2003
Tijdens een solo-optreden van Francis Dunnery op 30 augustus 2003 (Londen) gingen andere It Bites-leden het podium op en speelden samen onder andere een duet "Hunting the Whale" met John Beck en later ook "Still Too Young To Remember" met Dick Nolan en Bob Dalton. Dit was de eerste keer samen sinds 1990 en men besloot een poging te doen weer samen een nieuw album uit te brengen. Dit lukte toen nog niet, maar gaf wel aanleiding om Live At Montreux (origineel opgenomen in 1987) en de dvd Live In Tokyo uit te brengen. Een echte reünie met de originele bezetting lukte niet met name vanwege de drukke bezigheden van Dunnery in de Verenigde Staten.

### Start met John Mitchell
It Bites kreeg een nieuwe samenstelling met naast Beck en Dalton, Daltons medebandlid uit Kino, John Mitchell, die Dunnery zou vervangen als zanger en gitarist. De band toerde in deze samenstelling in 2006, waarna een livealbum verscheen When The Lights Go Down, uitgebracht in 2007. In oktober 2008 verscheen bij InsideOut Music het album The Tall Ships, dat in juli 2008 via het internet al als prelease beschikbaar was voor de fans.

### Opvolging van Dick Nolan (bassist) door Lee Pomeroy
Op 23 juni 2008 werd door de band het vertrek aangekondigd van bassist Dick Nolan, die eerder in 2008 niet op kwam dagen op een Classic Rock Society concert. Door de band werd zijn gebrek aan toewijding als reden van het vertrek opgevoerd. Lee Pomeroy volgde Dick Nolan op als bassist, waarbij opgemerkt wordt dat op Tall Ships uit 2008 de basgitaar bespeeld werd door Mitchell en Beck. Lee Pomeroy is een multi-instrumentalist, die als gevestigd Britse sessiemuzikant speelde met Take That, Mike Oldfield, Rick Wakemans New English Rock Ensemble en Jeff Lynne's ELO. Tussen 26 september en 7 oktober 2008 toerde de band in Engeland in deze nieuwe samenstelling.

### Jaren 2010
In 2012 bracht It Bites het album Map of the Past uit, dat de Britse albumcharts bereikte. Het concept achter de songs is het verleden, zoals dat beleefd wordt op basis van oude foto's.
In 2015 bracht John Mitchell onder de projectnaam Lonely Robot een goed ontvangen solo-album uit, getiteld Please Come Home, met bijdragen van andere musici en van acteur Lee Ingleby. In 2017 bracht Lonely Robot het album The Big Dream uit.

## Groepsleden

### Huidige bezetting
- John Mitchell (leadzang, gitaar)
- John Beck (keyboards, achtergrondzang)
- Bob Dalton (drum, achtergrondzang)
- Lee Pomeroy (basgitaar)

### Voormalige bandleden
- Francis Dunnery (leadzang, gitaar)
- Lee Knott (leadzang)
- Dick Nolan (basgitaar, achtergrondzang)
- Howard "H" Smith (saxofoon)

## Discografie
- 1986 The Big Lad In The Windmill (Virgin/Geffen)
- 1988 Once Around The World (Virgin/Geffen)
- 1989 Eat Me In St Louis (Virgin/Geffen)
- 1990 The It Bites Album (Virgin Japan)
- 1991 Thank You And Goodnight - Live (Virgin)
- 2003 Best Of - Calling All the Heroes (EMI)
- 2003 Live in Montreux (live)
- 2003 Live in Tokyo (dvd)
- 2007 When The Lights Go Down (live-cd)
- 2008 The Tall Ships
- 2010 This is Japan (live-cd)
- 2011 It Happened One Night
- 2012 Map of the Past

## Discografie zijprojecten
- 2015 Please Come Home (van Lonely Robot, een project van John Mitchell)
- 2017 The Big Dream (van Lonely Robot)